# Kharosthi
L'escriptura kharoṣṭhī és un antic sistema abugida (alfasil·làbic) utilitzat per la cultura de Gandhara per escriure les llengües gandhari i sànscrit. Va estar vigent entre la meitat del segle iii aC i el segle iii. Es va usar també a Sogdiana, Kushan i diversos llocs de la ruta de la Seda i hauria subsistit fins al segle VII a alguns lloc remots com Khotan.